# Yoga cười

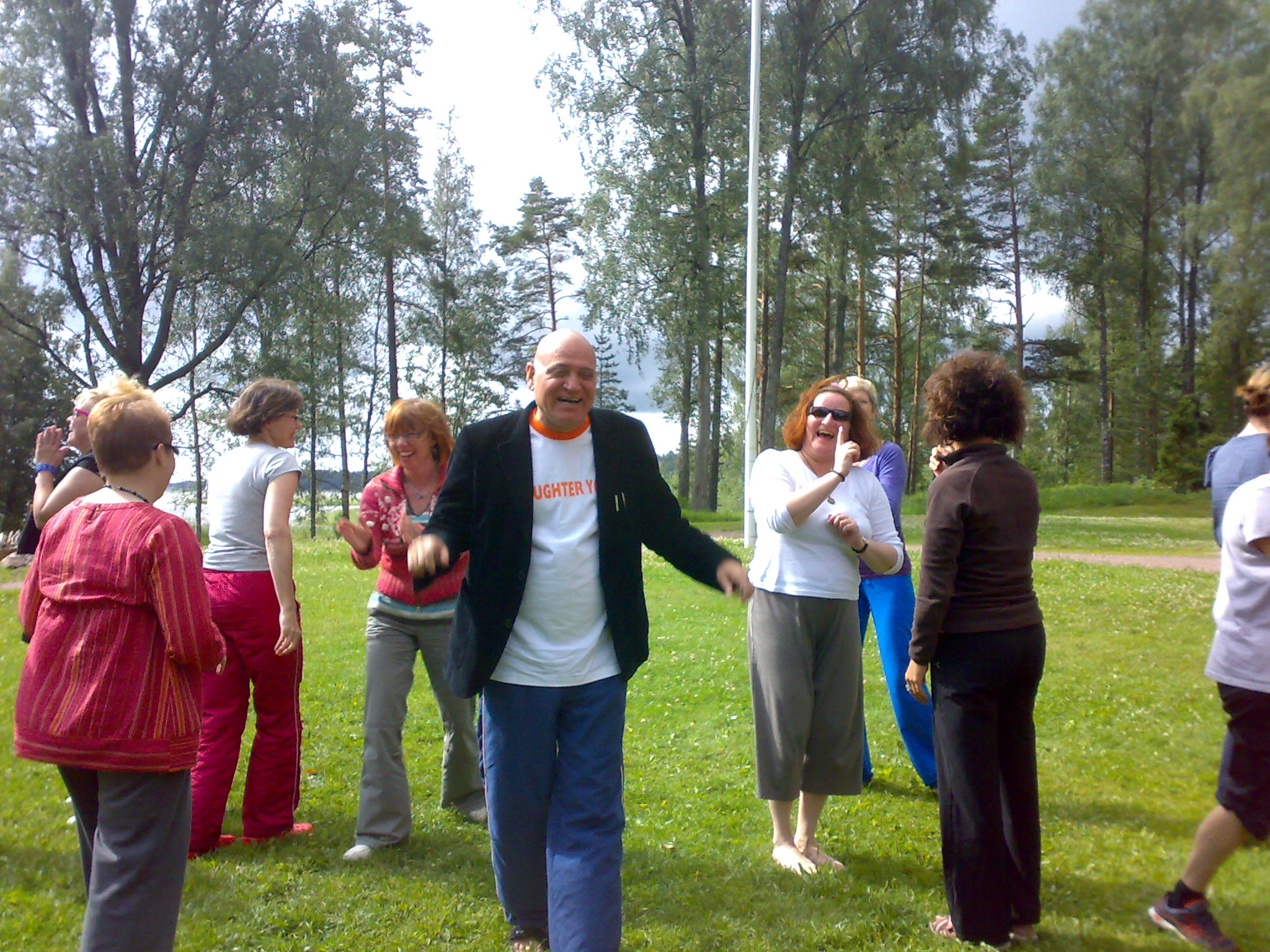
Luyện Yoga cười ở Phần Lan 2009

Yoga cười (Hasyayoga) là một hình thức yoga sử dụng tiếng cười tự kích hoạt.
Khái niệm về Yoga cười được dựa trên quan sát khoa học cơ thể không thể phân biệt giữa tiếng cười giả và thực sự, và tiếng cười giả và tiếng cười thật đều cung cấp các lợi ích sinh lý và tâm lý. Yoga cười kết hợp tiếng cười vô điều kiện với Pranayama (thở yoga), được giả lập như một bài tập cho cơ thể qua trao đổi ánh mắt và vui đùa như trẻ thơ. Sau đó cười trở thành thật sự và lây lan nhanh. Người tập yoga cười có thể cười một cách tự nhiên mà không nhất thiết phải đọc chuyện cười, tiếu lâm hay xem hài kịch.
Yoga cười đã được bác sĩ Madan Kataria người Ấn Độ làm cho trở nên một thói quen tập thể dục phổ biến. Kataria viết về cách luyện tập trong cuốn sách của ông "Cười không cần lý do". Trong giữa thập niên 1990, yoga cười đã được thực hiện vào buổi sáng sớm, chủ yếu của các nhóm nam giới lớn tuổi trong công viên mở. Sau đó, một phiên bản hơn chính thức được tạo ra và phổ biến rộng rãi như "Câu lạc bộ tiếng cười". Yoga Kataria đầu tiên của Câu lạc bộ Tiếng cười bắt đầu vào ngày 13 tháng 3 năm 1995 tại Mumbai, bắt đầu với năm người trong một công viên công cộng địa phương, các khái niệm đã nhanh chóng lây lan trên toàn thế giới. Như năm 2011, có hơn 8.000 câu lạc bộ Tiếng cười trong 65 quốc gia.
Tại Việt Nam, Yoga cười lần đầu tiên được Liên minh Yoga quốc tế YAI (Yoga Alliance International) giới thiệu tại Việt Nam vào năm 2010. Đại diện của tổ chức là Mr Karan đã có rất nhiều buổi hội thảo, trao đổi về Yoga cười tại Việt Nam. .